# Röthenbach an der Pegnitz
Röthenbach an der Pegnitz (amtlich: Röthenbach a.d.Pegnitz) ist eine Stadt im mittelfränkischen Landkreis Nürnberger Land.

## Geographie

### Geographische Lage
Die Stadt liegt „links der Pegnitz“ (Fluss von der Fränkischen Schweiz kommend, weiter nach Nürnberg und Fürth fließend).
Der gleichnamige Röthenbach mündet in Röthenbach in die Pegnitz.

### Nachbargemeinden
Nachbargemeinden sind (im Norden beginnend im Uhrzeigersinn): Lauf an der Pegnitz, Leinburg, Schwaig bei Nürnberg und Rückersdorf.

### Gemeindegliederung
Die Röthenbach hat 7 Gemeindeteile (in Klammern ist der Siedlungstyp angegeben):
- Grüne Au (Weiler)
- Haimendorf (Dorf)
- Himmelgarten (Dorf)
- Moritzberg (Einöde)
- Renzenhof (Dorf)
- Rockenbrunn (Weiler)
- Röthenbach an der Pegnitz (Hauptort)

Des Weiteren gibt es die Orte Grünthal, Röthenbachtal, Schnackenhof, Seespitze, Speckschlag und Steinberg, die jedoch allesamt keine amtlich benannten Gemeindeteile sind.
Es gibt auf dem Gemeindegebiet die Gemarkungen Haimendorf, Röthenbach und Wetzendorf (Gemarkungsteil 1). Die Gemarkung Röthenbach hat eine Fläche von 9,473 km². Sie ist in 3531 Flurstücke aufgeteilt, die eine durchschnittliche Flurstücksfläche von 2682,86 m² haben.

## Geschichte

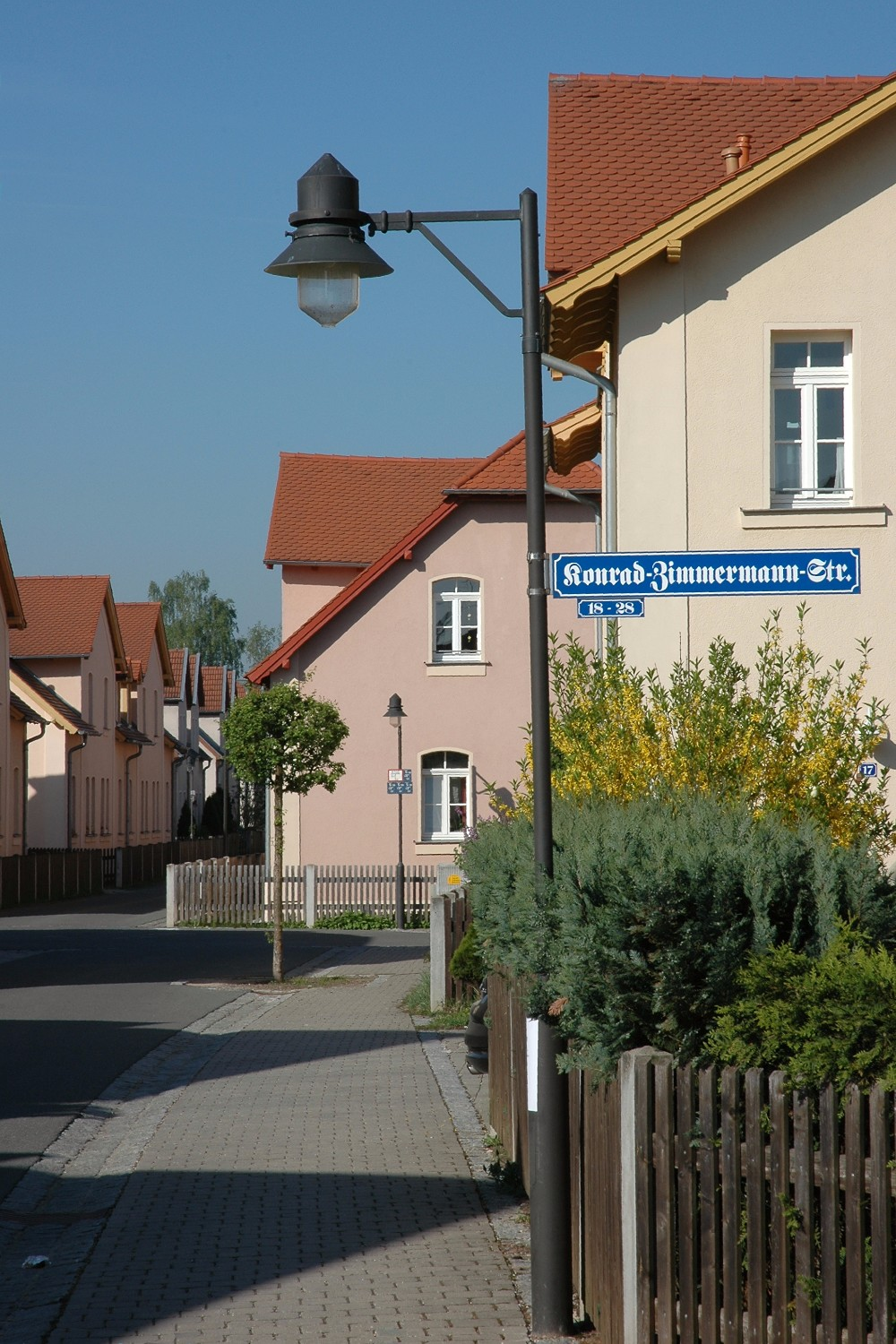
Conradty-Siedlung (2009)

### Bis zur Gemeindegründung
Röthenbach wurde urkundlich am 16. März 1311 erstmals erwähnt, als Konrad von Beerbach seine Besitzungen und die Mühle am Röthenbach dem Katharinenkloster in Nürnberg vermachte.
Eine Pulver- und Papiermühle bestand spätestens ab 1499. Die Papiermühle, eine der ältesten im Nürnberger Land, bestand noch bis in den Zweiten Weltkrieg. Aus der Pulvermühle entstand nach dem Dreißigjährigen Krieg ein Kupferhammer, schließlich ein Zain- und Eisenhammer. Seit 1504 gehörte Röthenbach zum Territorium der Reichsstadt Nürnberg und kam somit in den Fränkischen Reichskreis. Im Jahre 1806 wurde Röthenbach wie das gesamte Landgebiet der Reichsstadt ein Teil des Königreichs Bayern. Im Jahr 1818 wurde Röthenbach eine Gemeinde.

### 19. und 20. Jahrhundert
Im Jahr 1880 erweiterte der 1827 in Münchaurach geborene Conrad Conradty seine erfolgreiche Bleistiftfabrik in Röthenbach um ein Zweitwerk zur Produktion elektrogalvanischer Kohlen (Kohlenstifte für elektrische Lampen), das anfangs 200 und im Jahr 1901 bereits 3000 Arbeiter hatte. Seitdem wuchs Röthenbach, das 1723 nur neun und 1880 380 Einwohner zählte, sehr stark. Der Unternehmer hatte zwischen 1892 und 1914 die sogenannte Conradty-Siedlung errichten lassen. Bis zu Beginn des Ersten Weltkrieges entstanden 180 Häuser mit über 700 Wohneinheiten für die Arbeiter in der Nähe der Fabrikgebäude, wobei der Mietzins sehr sozial gehalten war. Diese Siedlung aus der Gründerzeit ist, noch in wesentlichen Teilen erhalten und behutsam saniert, ein hochrangiges Denkmal der Industriegeschichte.
1937 verlegte die Firma Diehl Teile ihrer Produktion nach Röthenbach, was zusätzlich das Wachstum der Gemeinde förderte. Zur Stadt erhoben wurde Röthenbach auf Beschluss des Bayerischen Innenministeriums vom 20. Mai 1953.

### Eingemeindungen
Im Zuge der Gebietsreform in Bayern wurde am 1. Januar 1972 ein Teil der Gemeinde Wetzendorf, insbesondere der Gemeindeteil Himmelgarten, eingegliedert. Am 1. Juli 1972 kam Haimendorf mit seinen Gemeindeteilen Grüne Au, Moritzberg, Renzenhof und Rockenbrunn hinzu.

## Politik

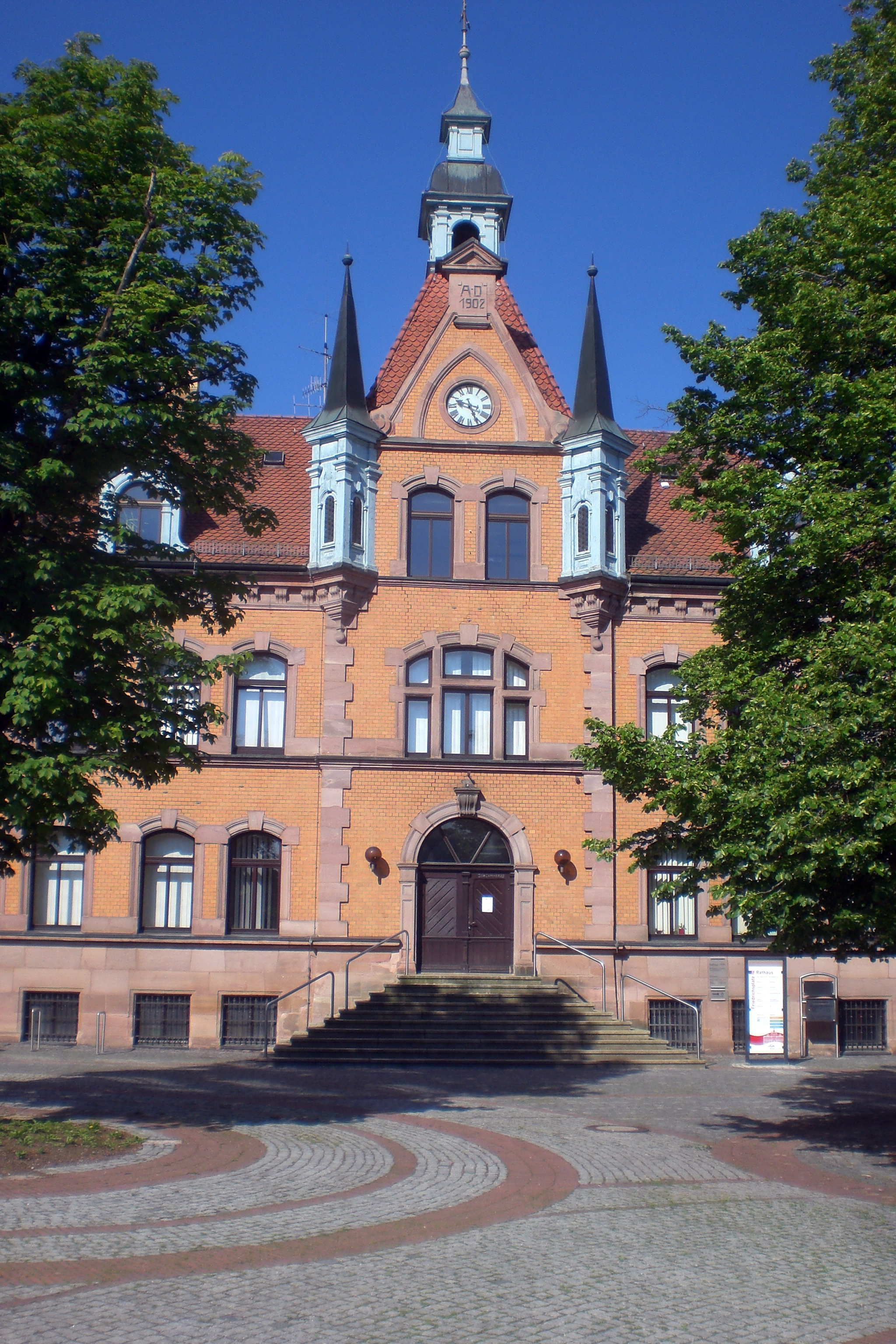
Rathaus (2024)

### Bürgermeister
Erster Bürgermeister ist seit 2014 Klaus Hacker (Freie Wähler). Dessen Vorgänger war Günther Steinbauer (SPD).

### Stadtrat
Der Stadtrat von Röthenbach a.d.Pegnitz setzt sich aus 24 Stadträten und dem Ersten Bürgermeister zusammen.
|      | CSU   | SPD | GRÜNE | FW    | AfD | Gesamt   |
| 2002 | 7     | 13  | 1     | 3     | —   | 24 Sitze |
| 2008 | 7     | 12  | 2     | 3     | —   | 24 Sitze |
| 2014 | 6     | 8   | 3     | 7     | —   | 24 Sitze |
| 2020 | 7+2 * | 4   | 4     | 8-2 * | 1   | 24 Sitze |

### Wappen
| Wappen Gde. Röthenbach an der Pegnitz | Blasonierung: „In von Rot und Silber gespaltenem Schild ein durchgehender blauer Schrägbach, der mit einem achtschaufeligen goldenen Mühlrad belegt ist.“                                                                                           |
| Wappen Gde. Röthenbach an der Pegnitz | Wappenbegründung: Der Bach symbolisiert den Röthenbach, der hier in die Pegnitz mündet. Das Mühlrad symbolisiert die am Ufer des Röthenbaches errichteten Mühlen, z. B. eine neue Pulver- und Papiermühle von 1499, später eine Polierglasschleife. |

### Städtepartnerschaften
- Les Clayes-sous-Bois in Frankreich, Département Yvelines – seit 1964
- Bad Gleichenberg in Österreich – seit 1986
- Werdau in Sachsen – seit 1990

Die Clayes-sous-Bois-Brücke (im Volksmund „Franzosenbrücke“ genannt) und der Bad Gleichenberger Weg sind nach den jeweiligen Partnerstädten benannt.

## Kultur und Sehenswürdigkeiten

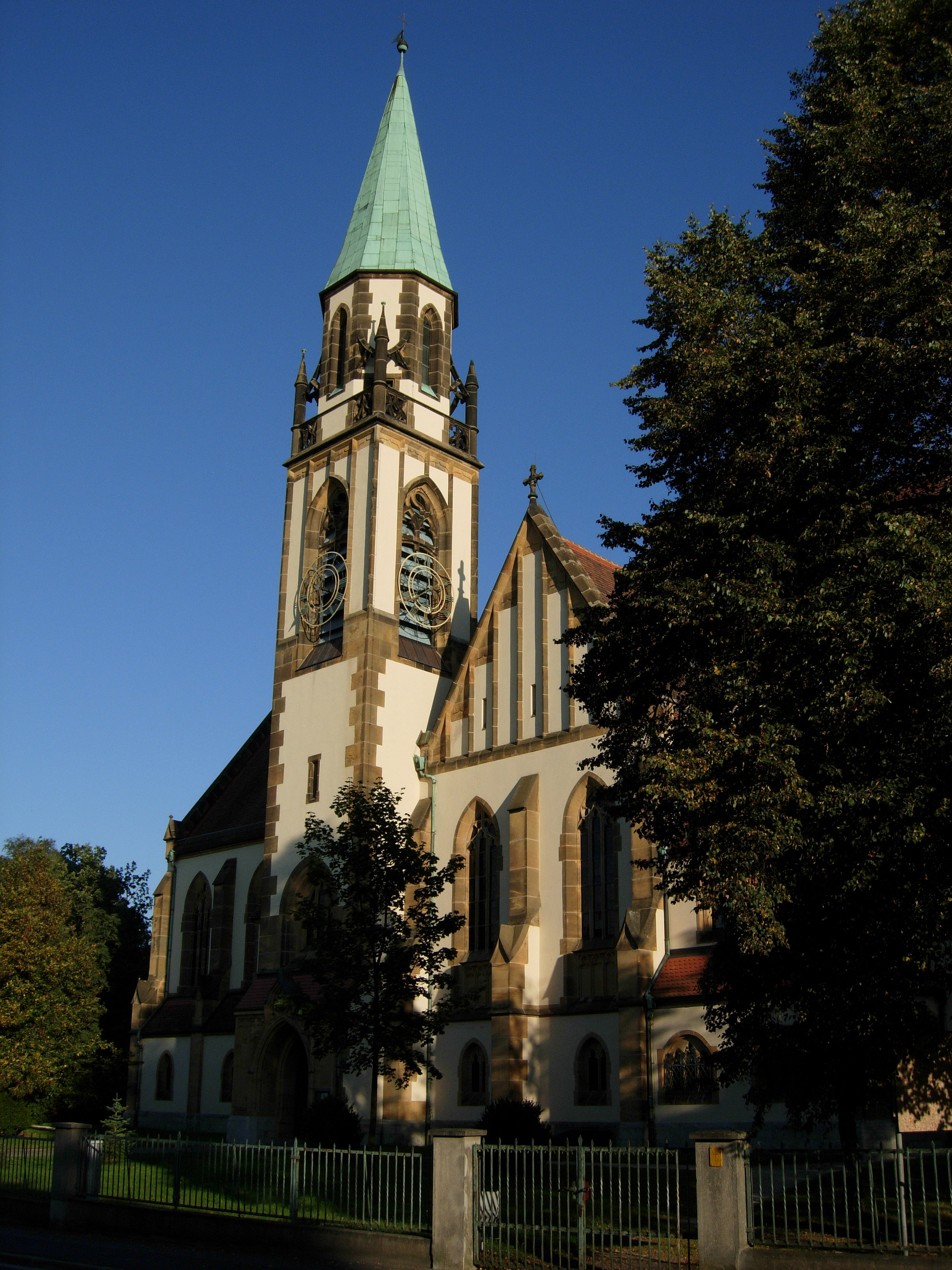
Heilig-Kreuz-Kirche

### Schnackenhof
Der Schnackenhof ist eine Begegnungsstätte für Künstler, Philosophen, Wissenschaftler, interessierte Laien und Bürger mit Salons und Veranstaltungen, die sich auf Themen der Kunst (Literatur, Musik, bildende Kunst) aber auch auf ästhetische Fragen des täglichen Lebens (Einrichten, Bauen, Festlichkeit, Zeitmanagement, Geschichte der Landschaft, Umgebungsästhetik, Philosophie des Gartens usw.) beziehen. Die Aktivitäten des Schnackenhofs werden vom Röthenbacher Kunstförderverein e. V. unterstützt.

### Museen
- Stadtmuseum Conradtyhaus, Mühlgasse 1
- Museum für historische Wehrtechnik, Heinrich-Diehl-Straße

### Bauwerke
- Rathaus aus dem Jahr 1902
- evangelische Kirche Heilig Kreuz, erbaut nach den Plänen von Heinrich Hauberrisser. Sie gehört zu den bedeutendsten Pfarrkirchen im neugotischen Stil.
- Herrensitz Bachmeier-Schlösschen, zweigeschossiger, massiver, fast quadratischer Satteldachbau, Treppenturm mit Kegeldach, 17. Jahrhundert
- Schloss in Haimendorf (1515 und 1564 erbaut)
- Herrensitz in Renzenhof (16./17. Jahrhundert), dort soll Hartmann Schedel seine Schedelsche Weltchronik geschrieben haben.
- St.-Mauritius-Kapelle (Chorturm 1419, erweitert 1707/1708, Langhaus mit Holztonnenwölbung aus dem 18./19. Jahrhundert) und Bismarckturm (1910 bis 1913 erbaut) auf dem Moritzberg
- Moritzberghütte, erbaut 1619 als Bruderhaus der St.-Mauritius-Kapelle, Bauernstube und Nebenzimmer mit Bewirtung
- Moritzbergturm, 1911 erbauter Aussichtsturm auf dem Moritzberg
- Jagdschlösschen mit Brunnenhof in Rockenbrunn, zweiflügeliges Wohn- und Wirtschaftsgebäude mit Fachwerkobergeschoss, 17. Jahrhundert

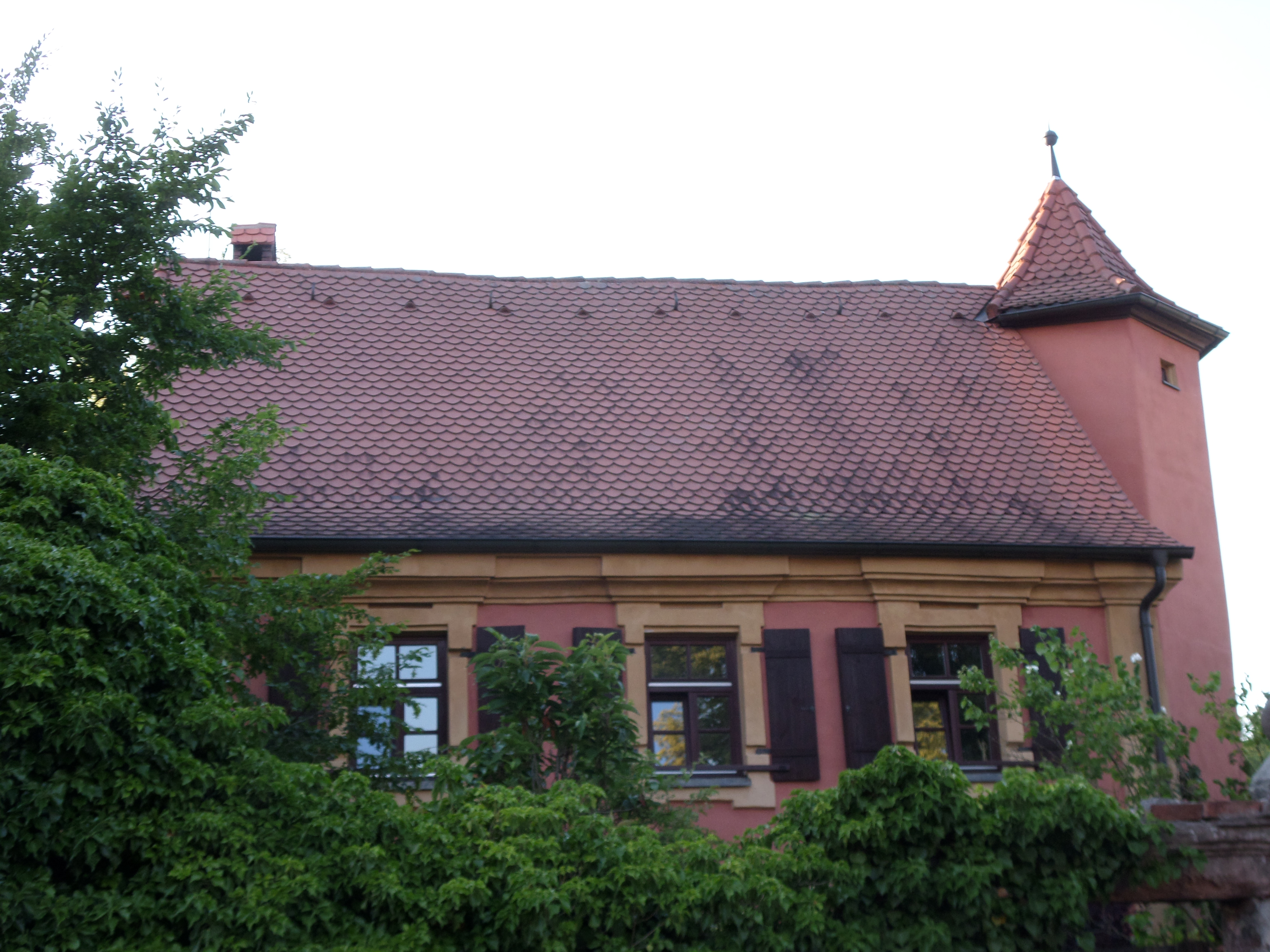
Herrensitz Bachmeier-Schlösschen
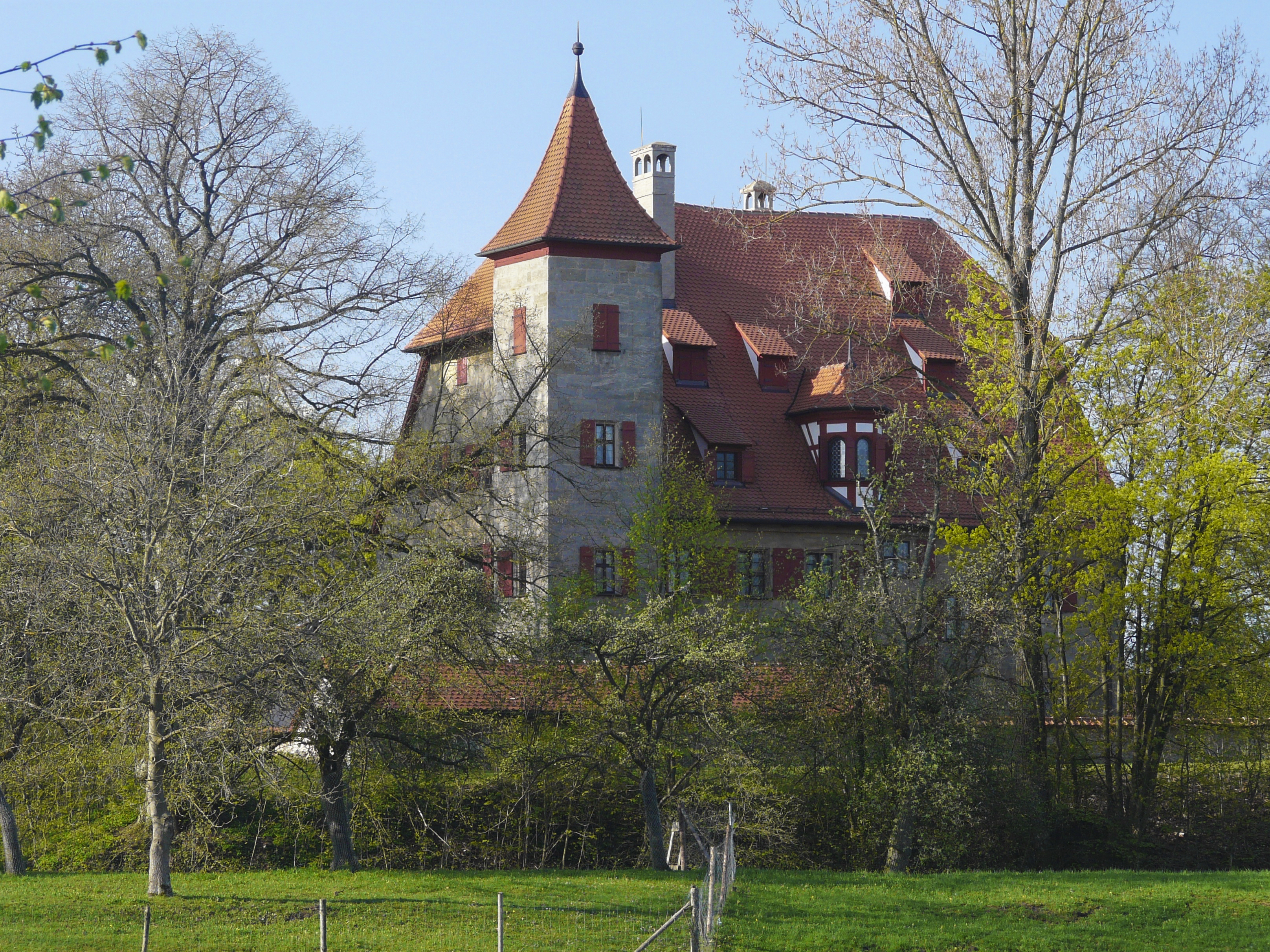
Schloss in Haimendorf
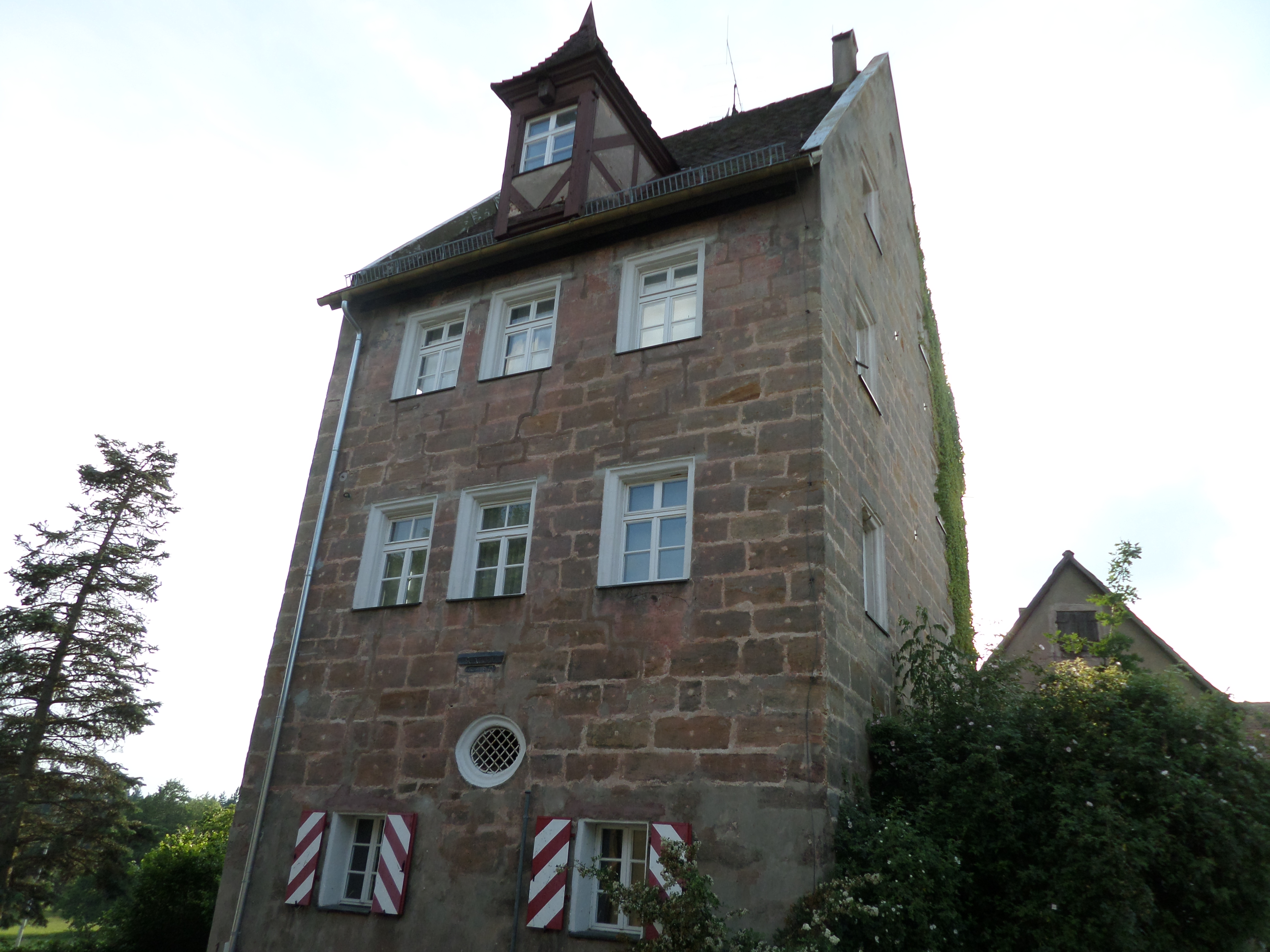
Herrensitz in Renzenhof
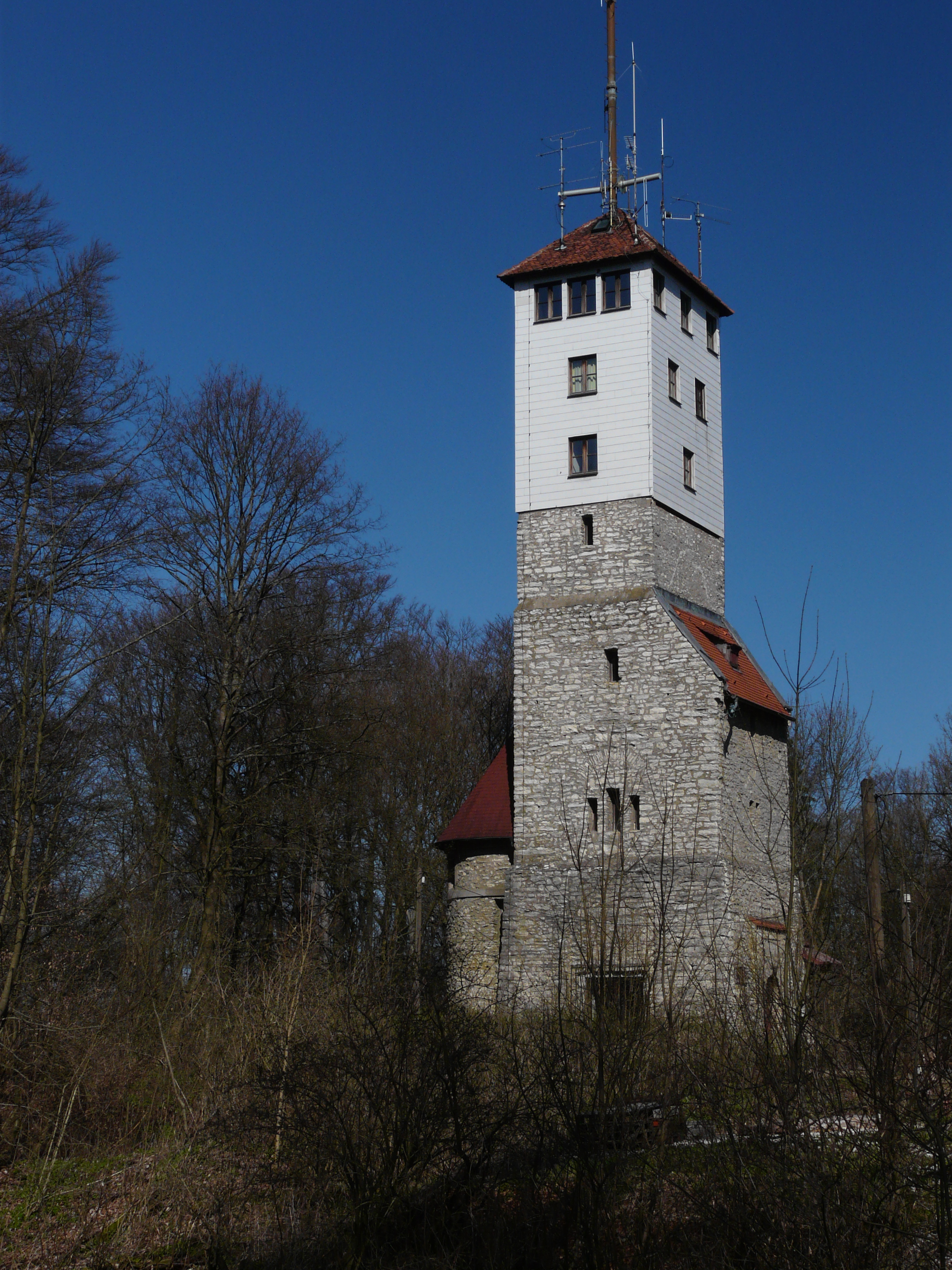
Aussichtsturm auf dem Moritzberg
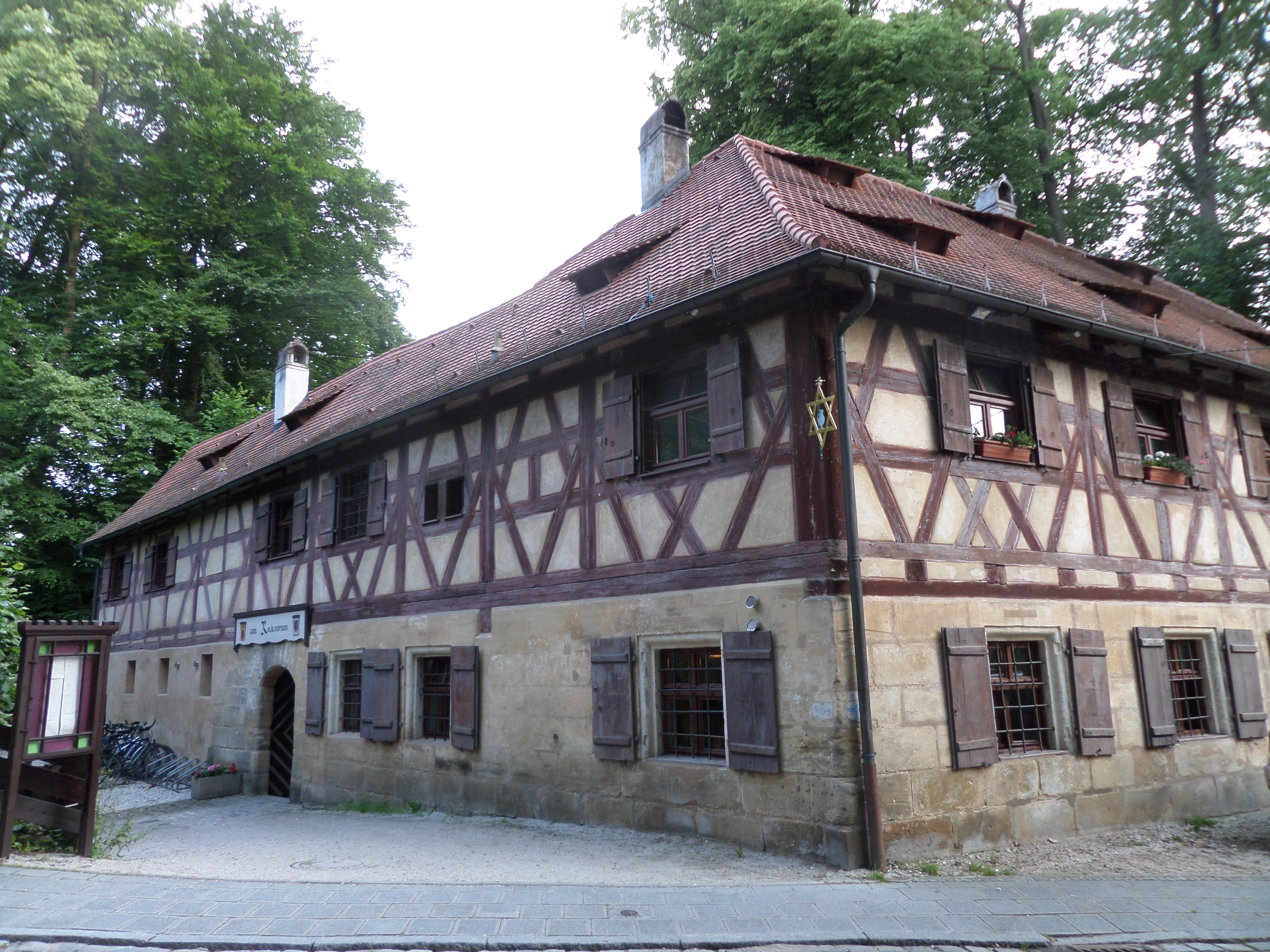
Brunnenhof in Rockenbrunn

### Veranstaltungen
- Das Stadtfest findet seit 1984 jährlich im Juni statt. Veranstalter ist das Vereinskartell Röthenbach. Seit 2010 gibt es während des Stadtfestes auch einen Stadtfestlauf, dessen Erlös für einen regionalen wohltätigen Zweck gespendet wird.
- Das Röthenbacher Blumenfest wird bereits seit 1929 gefeiert. Der ursprünglich variable Termin wurde später auf den letzten Sonntag im August festgelegt. Etwa eine halbe Million Dahlien werden für die Gestaltung der meist etwa 30 Festwagen verarbeitet. Gezeigt werden aktuelle und zeitlose Motive. Meist werden die Wagen danach noch mindestens für eine Woche an verschiedenen Stellen im Röthenbacher Stadtgebiet präsentiert. Getragen wird das Blumenfest vor allem durch zahlreiche freiwillige Helfer bzw. Vereine und durch Spenden aus der Bevölkerung.

### Sport
- Abteilung für Historische europäische Kampfkunst der wilden Quastler e. V.
- 1. Eissportverein 1994
- 1. FC Röthenbach an der Pegnitz mit den Sportarten Fußball, Tennis, Tischtennis, Kegeln, Badminton, Theater
- Türk Spor Röthenbach
- 1. Skat-Club Röthenbach a.d.Pegnitz
- DAV Röthenbach mit Klettern, Wandern, Gymnastik, Laufen und Triathlon
- TSV 1899 Röthenbach ist ein Mehrspartensportverein mit acht Abteilungen
- MSC Röthenbach
- LG Röthenbach e. V.
- Schießsportgesellschaft 1898 Röthenbach e. V. mit den Abteilungen Großkaliber, Kleinkaliber, Luftgewehr und Bogen

## Religionen und Weltanschauungen
In Röthenbach sind mehrere christliche Kirchengemeinden und Glaubensrichtungen vertreten. Die evangelische Kirche und die römisch-katholische Kirche haben je eine Kirche, die Katholiken St. Bonifatius im Alten Kirchenweg, die Protestanten an der Bahnhofstraße die Heilig-Kreuz-Kirche. Außerdem befindet sich ein Königreichssaal der Zeugen Jehovas in der Friedhofstraße. Zusätzlich gibt es ein Gemeindezentrum der Landeskirchlichen Gemeinschaft in der Schützenstraße.
Im Turm von St. Bonifatius findet an den Adventssonntagen eine Ausstellung zeitgenössischer Kunst statt.
In Röthenbach gibt es eine muslimische Gemeinde. Sie hat seit 2012 ein eigenes Gemeindezentrum an der Bahnhofstraße.

## Wirtschaft und Infrastruktur

### Wirtschaft
Röthenbach gehört mit seiner leistungsstarken Industrie der Firma Graphite Cova GmbH (ehemals Conradty) und Werken der Teilkonzerne Diehl Metall und Diehl Defence der Diehl Stiftung mit rund 2000 Beschäftigten zu den Industriestädten des Großraums Nürnberg. Neben den großen Industriebetrieben ist der Wirtschaftsstandort Röthenbach durch kleine und mittlere Unternehmen sowie eine gute Versorgung im Einzelhandel (Stadtmitte sowie im Fachmarktzentrum Speckschlag) geprägt. Mit der Erschließung des Gewerbegebiets Mühllach stehen weitere Flächen für die gewerbliche Entwicklung zur Verfügung.

### Verkehr
Röthenbach hat in geringer Entfernung Anschluss an die Bundesautobahn 3 mit der Anschlussstelle Nürnberg-Mögeldorf, an die Bundesautobahn 9, Anschlussstelle Lauf-Süd, sowie an die Bundesautobahn 6 mit der Anschlussstelle Altdorf bei Nürnberg/Leinburg.
Durch die Stadt verläuft die Staatsstraße 2241, die außerhalb von Röthenbach entlang des linksseitigen Pegnitzufers vom Stadtzentrum Lauf a.d.Pegnitz durch Röthenbach zur Stadtmitte Nürnberg (Hauptbahnhof) führt. Über die einzige Pegnitzbrücke gelangt man in die Nachbargemeinde Rückersdorf, durch das die entlang des rechtsseitigen Pegnitzufers geführte Bundesstraße 14 verläuft.
Röthenbach liegt an der Bahnstrecke Nürnberg–Irrenlohe, die Stadt ist mit der S-Bahnlinie S2, Streckenast Nürnberg-Hartmannshof, erreichbar. Innerhalb des Stadtgebiets befinden sich der Bahnhof Röthenbach (Pegnitz) und die zwei Haltepunkte Röthenbach-Steinberg und Röthenbach-Seespitze.
| Linie | Verlauf | Takt |
| ----- | --- | --- |
| S2    | Roth – Büchenbach – Rednitzhembach – Schwabach – Schwabach-Limbach – Katzwang – Reichelsdorfer Keller – Nürnberg-Reichelsdorf – Nürnberg-Eibach – Nürnberg-Sandreuth – Nürnberg-Steinbühl – Nürnberg Hbf – Nürnberg-Dürrenhof – Nürnberg Ostring – Nürnberg-Mögeldorf – Nürnberg-Rehhof – Nürnberg-Laufamholz – Schwaig – Röthenbach (Pegnitz) – Röthenbach-Steinberg – Röthenbach-Seespitze – Lauf West – Lauf (links Pegnitz) – Ottensoos – Henfenfeld – Hersbruck (links Pegnitz) – Happurg – Pommelsbrunn – Hartmannshof Stand: Fahrplanwechsel Dezember 2023 | 20/40 min (Roth–Schwabach) 20 min (Schwabach–Lauf) 20/40 min (Lauf–Hersbruck) 60 min (Hersbruck–Hartmannshof) |

Durch Röthenbach verläuft der Fränkische Marienweg.

### Bildung
- Volkshochschule
- Stadtbibliothek
- Geschwister-Scholl-Gymnasium
- Geschwister-Scholl-Mittelschule
- Grundschule an der Seespitze
- Grundschule am Forstersberg
- Realschule am Fränkischen Dünenweg

## Persönlichkeiten
- Conrad Conradty (1827–1901), Fabrikant[13]
- Ernst Pflaumer (1905–1985), Maler und Museumsleiter, ist in Röthenbach geboren
- Karl Diehl (1907–2008), Unternehmer, 2007 wurde ihm zu Ehren die Stadthalle in Karl-Diehl-Halle umbenannt
- Max Schneider (1915–1987), Parteifunktionär der NDPD und Abgeordneter der Volkskammer, ist in Röthenbach geboren
- Helmut Lange (1928–2009), Jurist und Politiker (CSU)
- Hans Hermann Lechner (1931–2020), Volkswirt und Hochschullehrer, in Röthenbach geboren
- Max Liedtke (* 1931), Pädagoge und Hochschullehrer, lebt und wirkt in Röthenbach
- Reinhard Knodt (1951–2022), Schriftsteller, Philosoph, Begründer der Begegnungsstätte Schnackenhof
- Christina Paulhofer (* 1969), Regisseurin, ist in Röthenbach aufgewachsen
- Peter Rauscher (* 1970), Neuzeithistoriker, besuchte in Röthenbach die Grundschule und das Gymnasium
- Alexander Maier (* 1990), Künstler, Street Artist[14][15]

## Ehrenbürger
- Theo Schultes (1932–2011), Politiker (SPD), Mitglied des Stadtrats und Kreistags und 1990–1996 Bürgermeister, Ehrenbürgerwürde wurde 2003 verliehen